# Monclassico
Monclassico (Solander: Monclàsech; deutsch veraltet: St. Vigil bzw. Munglassich) ist eine Fraktion der italienischen Gemeinde (comune) Dimaro Folgarida in der Provinz Trient, Region Trentino-Südtirol.

## Geografie
Monclassico liegt etwa 34 Kilometer nordnordwestlich von Trient auf der orographisch linken Talseite im Val di Sole auf einer Höhe von 782 m.s.l.m. Südlich des Ortskerns fließt der Noce vorbei. Der Ort grenzt an den nördlichen Rand des Naturparks Adamello-Brenta und bildet die obere geographische Grenze bis zu der der kommerzielle Obstbau, insbesondere Äpfel, im Val di Sole betrieben wird.

## Geschichte

Ehemaliges Gemeindewappen

Die Gegend um Monclassico war bereits in der Eisenzeit besiedelt, wie Funde belegen. Im 13. Jahrhundert war der Ort Verwaltungssitz einer der beiden im Val di Sole vom Fürstbischof von Trient eingerichteten Sitze. 1622 wurde Monclassico bei einem Brand vollständig zerstört. Die dem Heiligen Vigilius geweihte barocke Pfarrkirche wurde Ende des 18. Jahrhunderts errichtet. Ein Vorgängerbau bestand nachweislich bereits 1240.
2003 wurde der Bahnhof Monclassico der Schmalspurbahn Trient-Malè-Mezzana eröffnet. Bis 2015 war Monclassico eine eigenständige Gemeinde und schloss sich am 1. Januar 2016 mit der Gemeinde Dimaro zur neuen Gemeinde Dimaro Folgarida zusammen. Zur Gemeinde Monclassico gehörte die westlich gelegene Fraktion Presson. Die Nachbargemeinden waren Cles, Croviana, Dimaro und Malé.

## Verkehr
Neben der Schmalspurbahn führt durch das ehemalige Gemeindegebiet auch die Strada Statale 42 del Tonale e della Mendola von Treviglio nach Bozen.

## Sonstiges
Monclassico ist für die zahlreichen Sonnenuhren bekannt, die viele Häuserfassaden des Ortes schmücken. Seit 2002 entstehen jedes Jahr im Juli mehrere neue Sonnenuhren durch nationale und internationale Künstler.